# Gymnogobius macrognathos
Gymnogobius macrognathos är en fiskart som först beskrevs av Bleeker, 1860.  Gymnogobius macrognathos ingår i släktet Gymnogobius och familjen smörbultsfiskar. Inga underarter finns listade i Catalogue of Life.